# Gazoduc Dachava-Kyïv
Le gazoduc Dachava-Kyïv est un gazoduc qui relie Kiev à Dachava, en Ukraine. Long de 509,6 km, c'est la principal structure de ce genre en Ukraine, il a été mis en service en 1958.

## Histoire
L'infrastructure Dashava-Kiev a été créée en 1946 et comprenait cinq bureaux dans les districts de Ternopil, Krassyliv, Berdytchiv, Kiev et Hnizdytchiv ; il appartient à Ukrtransgaz.
Après l'épuisement du champ de gaz de Lviv, il sert principalement à stocker le gaz produit ailleurs, avant de le redistribuer.